# Hainsfarth hatte einen Rabbi
Hainsfarth hatte einen Rabbi ist ein Dokumentarfilm von Sibylle Tiedemann aus dem Jahre 2001, der im Auftrag des Bayerischen Rundfunks entstand. Der Film begibt sich auf die Suche nach der jüdischen Vergangenheit in der kleinen bayerischen Gemeinde Hainsfarth im Landkreis Donau-Ries. 

## Handlung

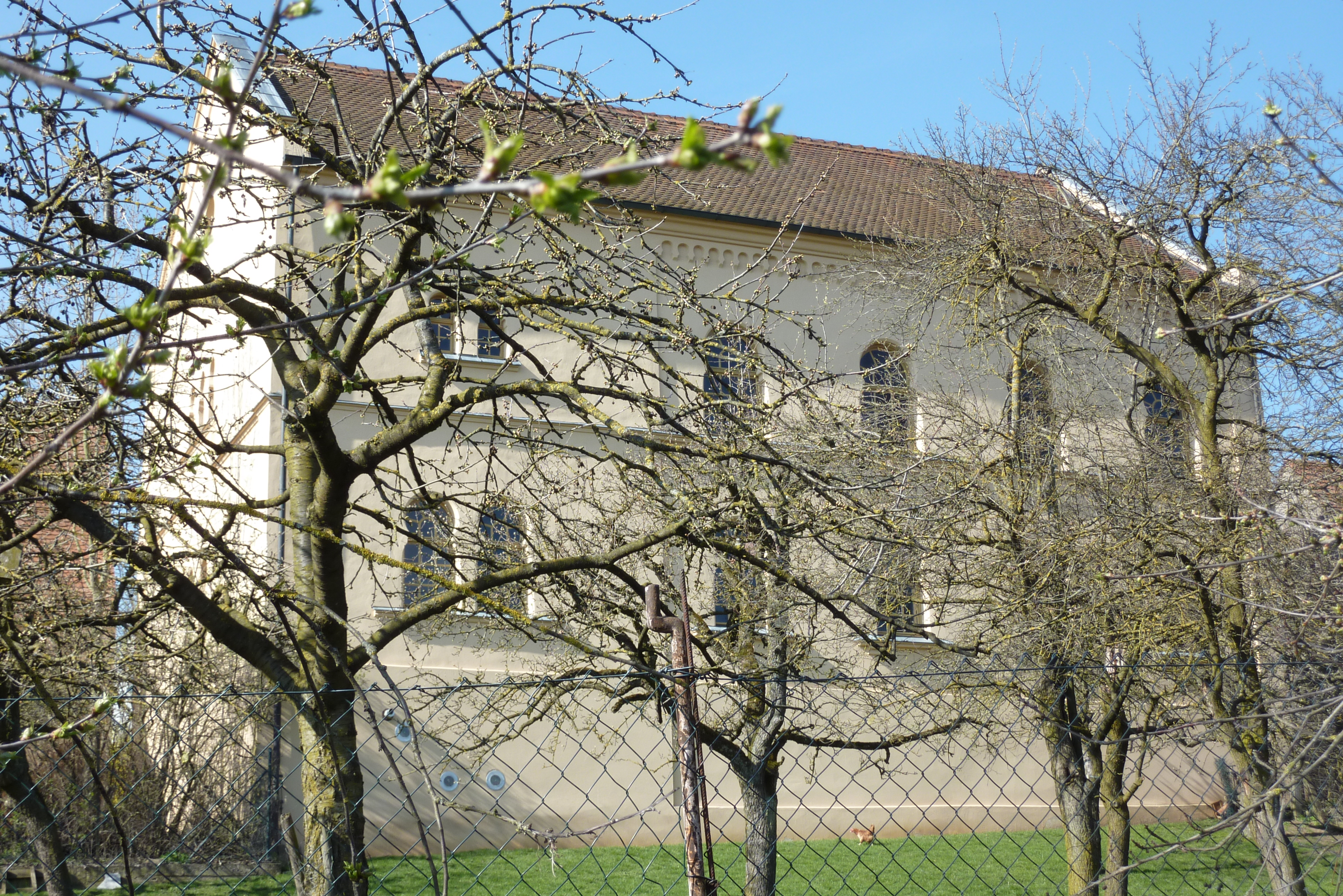
Synagoge in Hainsfarth

Hainsfarth wurde als „Judendorf“ bezeichnet, denn es war bis zum Beginn des 19. Jahrhunderts das Dorf mit der größten jüdischen Gemeinde in Bayern. Heute sind die restaurierte Synagoge und der kleine jüdische Friedhof die einzigen sichtbaren Zeugen dieser Vergangenheit. Im Jahr 1942 wurden die letzten sechs jüdischen Einwohner von Hainsfarth deportiert.
Ida Oltmann (84), die „Friedhofswally“ Walburga Wagner (95) und Altbürgermeister Max Engelhardt (77) kümmern sich um das jüdische Erbe. Mit ihren Erinnerungen entsteht das Bild einer untergegangenen Welt. Die Juden im Ort bestimmten einst den Alltag der Menschen in Hainsfarth und gaben ihnen Arbeit. Die Familie von Therese Giehse stammte ebenso von hier wie die Münchner Bankiersfamilie Aufhäuser.
Durch die persönlichen Lebensgeschichten der älteren Dorfbewohner entsteht aus der Alltagsperspektive eines kleinen Dorfes ein seltenes und eindrucksvolles Stück bayerischer Geschichte.